# Rannamaari
Rannamaari era conhecido como o demônio do mar, e segundo a lenda maldiva, aparecia após o sacrifício de uma virgem. Essa lenda é amplamente usada para contar como a população das Maldivas se converteram ao Islão.

## Crença
Os nativos das Maldivas acreditavam que um espírito maligno habitava no mar, chamado Rannamaari. Todo mês, sorteavam uma mulher jovem e virgem para servir de oferenda a Rannamaari, deixando-a no Boudkhanah (Templo dos ídolos) durante à noite. Este templo ficava localizado na costa, com uma janela voltada para o mar. Quando os nativos retornavam ao templo na manhã seguinte, encontravam a mulher estrupada e morta. A família da jovem retirava o corpo do templo e o queimavam.

## Versões
A versão contada por Ibne Batuta, é a mais utilizadas pelos guias turísticos e ensinada nas escolas das Maldivas. Esta versão iniciou-se durante uma visita de Ibne Batuta às ilhas, entre 1343 e 1344. Em seu conto, ele escreve que, no século XII, um marroquino, chamado Abu Al-Barakat, estava hospedado em uma casa no Malé, onde uma jovem da família tinha sido sorteada para a oferenda a Rannamaari. Abu Al-Barakat se ofereceu para ficar no lugar da jovem, se passando por mulher, e foi colocado no templo. Durante sua permanência no templo, ficou recitando o Alcorão, e pela janela viu que o espírito maligno, ao ouvir o Alcorão, retornou para o mar e desapareceu. Quando a família da jovem chegou ao templo pela manhã, encontrou Abu Al-Barakat ainda vivo e recitando o Alcorão. Levaram-no até ao rei. E o rei, impressionado com o relato de Abu Al-Barakat sobre o demônio e o Alcorão, se converteu ao Islão, e todos na ilha seguiram seu exemplo, e jogaram seus antigos ídolos fora.

Em outra versão, conta que Abu Al-Barakat vendo o luto de uma família que teve uma jovem ofertada ao Rannamaari, propôs ao rei que deixasse ele no lugar da próxima jovem e que se ele vencesse o demônio apenas recitando o Alcorão, todos na ilha deveriam se converter ao Islão. O rei vendo que  Abu Al-Barakat cumpriu com a promessa, fez todos os habitantes da ilha abraçarem a nova religião.